# Plejstarchos
Plejstarchos (starogr. Πλείσταρχος; zm. 458 p.n.e.) – król Sparty rządzący od 480 do 458 roku p.n.e.

## Życiorys
Plejstarchos urodził się jako książę, prawdopodobnie jedyny syn króla Leonidasa I i królowej Gorgo. Jego przodkowie Anaksandridas II i Kleomenes I również byli królami Sparty. Nauczycielem Plejstarchosa był jego wuj Cleombrotus. Nie wiadomo, czy Pleistarchus był żonaty. Jest możliwe, że Plejstarchos był zwolniony z agoge, rygorystycznej edukacji i trybu szkolenia, który był obowiązkowy dla wszystkich męskich obywateli spartańskich, z wyjątkiem królewskiej rodziny.